# Ludwig Bachelin
Karl Eduard Edmund Ludwig Bachelin (* 21. Mai 1852 in Freiburg im Breisgau; † 13. Dezember 1936 ebenda) war ein preußischer Generalleutnant.

## Leben

### Herkunft
Er war der Sohn des großherzoglich badischen Landgerichtspräsidents Eduard Bachelin († 1877) und dessen Ehefrau Ida, geborene von Stoesser.

### Militärkarriere
Nach dem Besuch des Kadettenkorps wurde Bachelin am 15. Februar 1871 als Sekondeleutnant dem (2.) Grenadier-Regiment „König von Preußen“ der Badischen Armee überwiesen. Am 15. Juli 1871 folgte seine Übernahme in den Verbund der Preußischen Armee. Von Oktober 1872 bis März 1876 fungierte er als Bataillonsadjutant und war anschließend als Regimentsadjutant tätig. Zwischenzeitlich hatte man ihn am 12. April 1879 zum Premierleutnant befördert. Unter Stellung à la suite seines Regiments wurde Bachelin am 15. Dezember 1881 als Adjutant zur 61. Infanterie-Brigade in Straßburg kommandiert. Unter Belassung in diesem Kommando folgte am 14. Oktober 1884 seine Versetzung in das 7. Rheinische Infanterie-Regiment Nr. 69. Mitte Januar 1885 nahm Bachelin als Hauptmann seine Tätigkeit in diesem Verband auf und wurde am 13. November 1886 zum Kompaniechef ernannt. Daran schloss sich mit Wirkung zum 1. April 1897 eine Verwendung als Major und Bataillonskommandeur im neugebildeten Infanterie-Regiment Nr. 161 in Köln an. Am 3. Juli 1899 kam Bachelin als Oberstleutnant zum Stab des Infanterie-Regiments „Vogel von Falckenstein“ (7. Westfälisches) Nr. 56. Mit der Beförderung zum Oberst stieg er am 22. April 1902 zum Regimentskommandeur auf. Am 13. Februar 1906 beauftragte man ihn mit der Führung der 86. Infanterie-Brigade in Saint-Avold. Unter gleichzeitiger Beförderung zum Generalmajor wurde Bachelin am 10. April 1906 Kommandeur dieses Großverbandes. Am 24. März 1909 wurde er mit dem Charakter als Generalleutnant und der gesetzlichen Pension zur Disposition gestellt.
Während des Ersten Weltkriegs wurde Bachelin als z.D.-Offizier wiederverwendet und fungierte ab 11. November 1917 als Kommandeur der 201. Infanterie-Division, die zu diesem Zeitpunkt noch an der Ostfront im Einsatz war. Ende des Monats verlegte sie dann in den Westen, wo Bachlin mit seiner Division bis zu deren Auflösung am 26. Oktober 1918 kämpfte.

### Familie
Am 22. September 1879 hatte Bachelin Wilhelmine von Praun geheiratet. Aus der Ehe gingen die Söhne Eduard und Wilhelm sowie die Tochter Elisabeth hervor.